# Eburodacrys rhabdota
Eburodacrys rhabdota es una especie de escarabajo longicornio del género Eburodacrys, tribu Eburiini, subfamilia Cerambycinae. Fue descrita científicamente por Martins en 1967.

## Descripción
Mide 14,3-14,8 milímetros de longitud.

## Distribución
Se distribuye por Brasil.